# Hubert Howe Bancroft

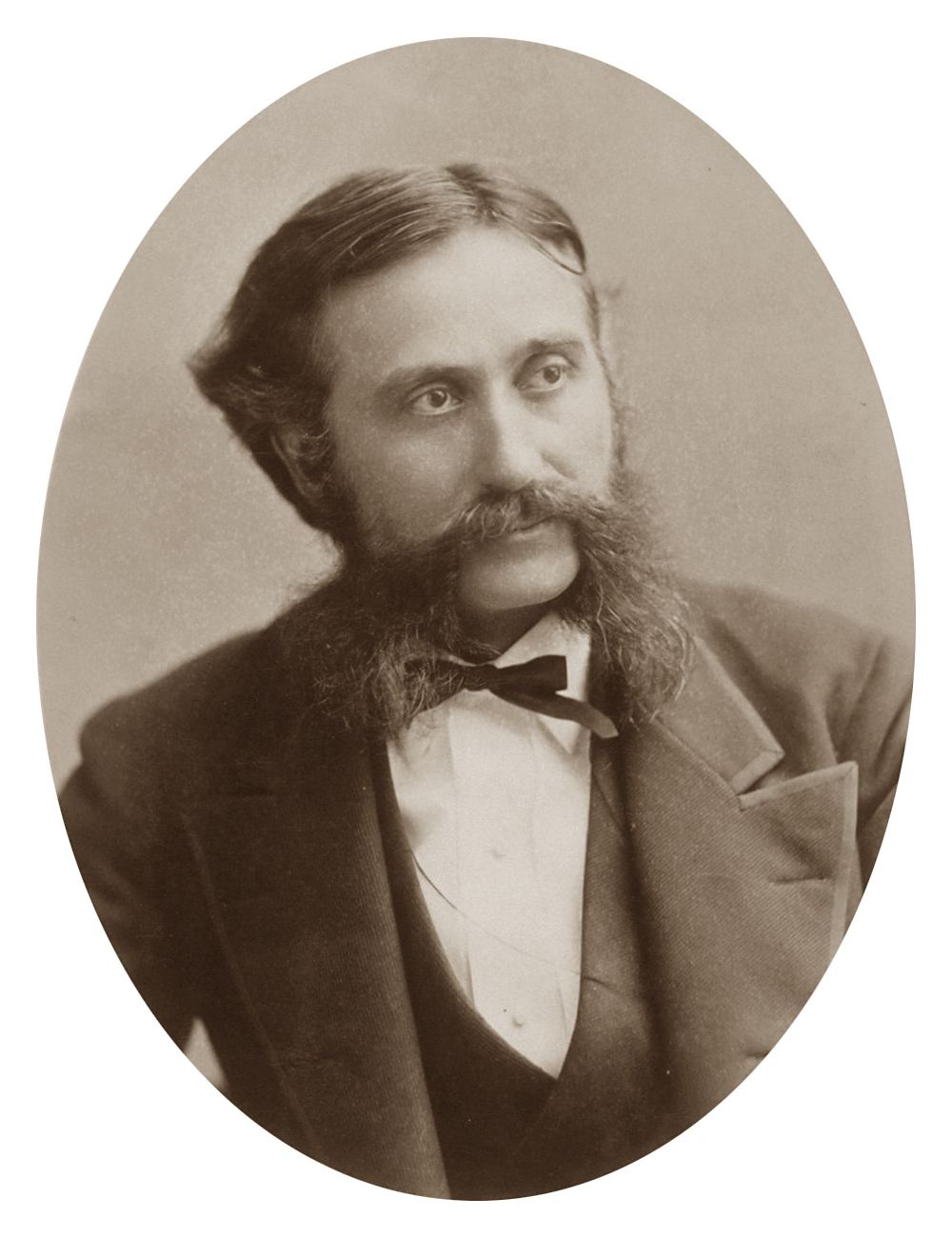
Hubert Howe Bancroft

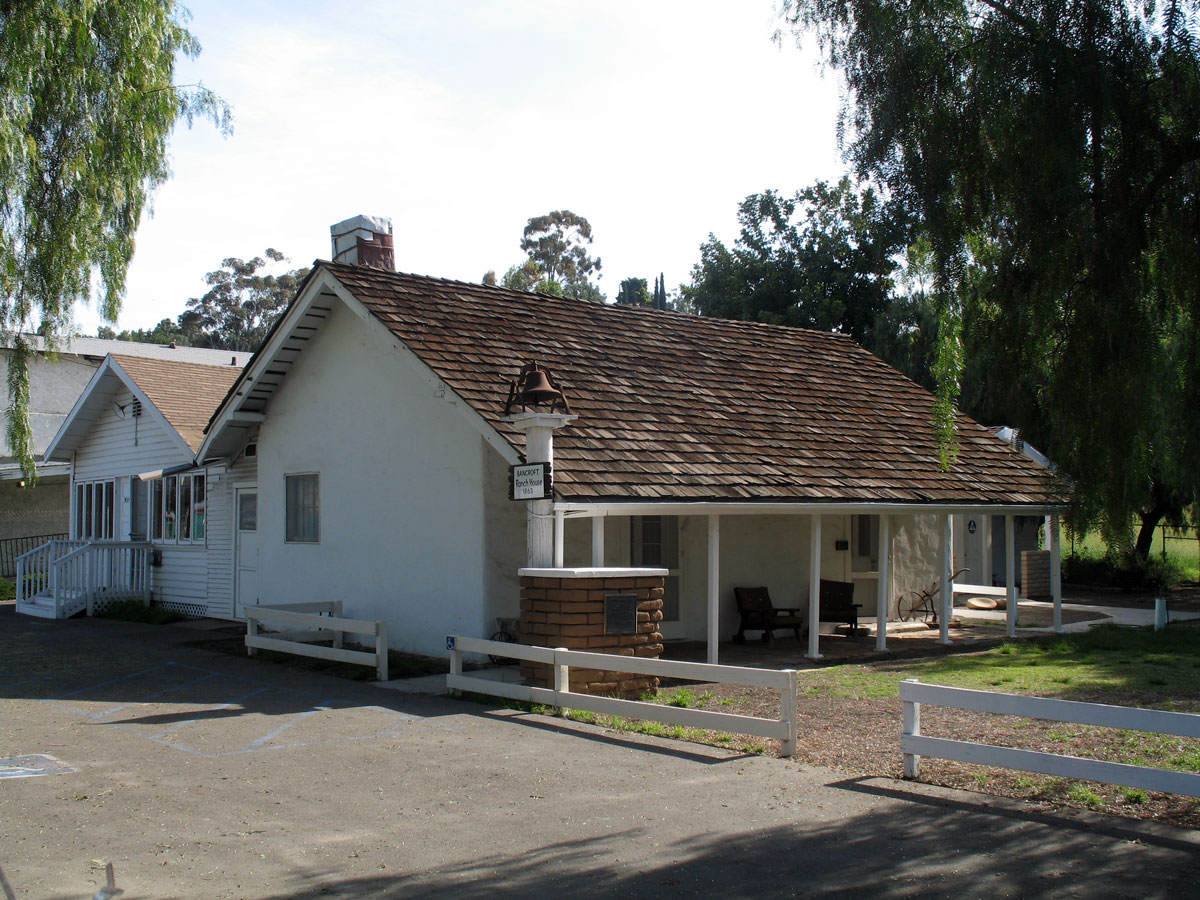
Hubert H. Bancroft Ranch House in Spring Valley (National Historic Landmark)

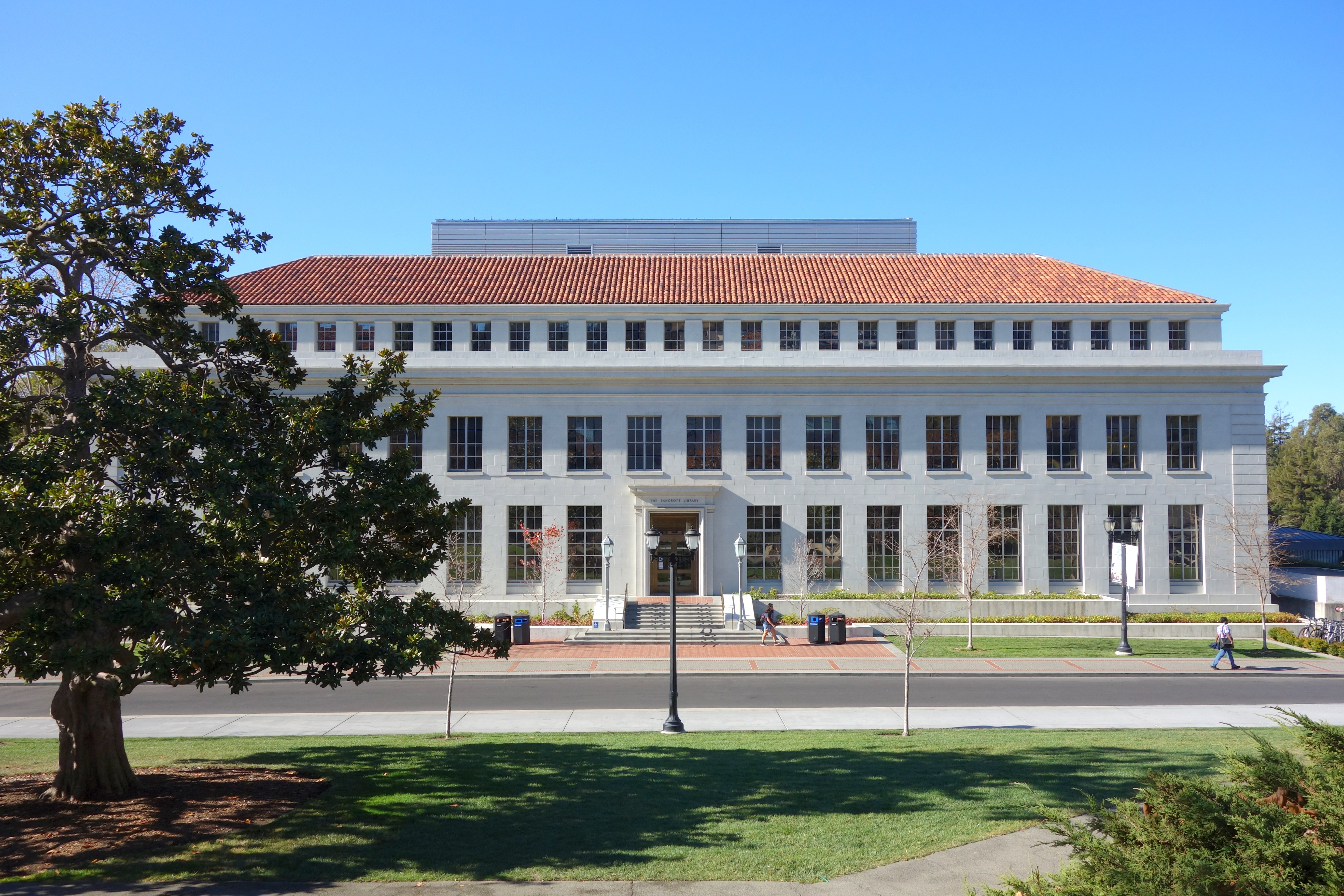
Bancroft-Bibliothek (Bancroft Library) auf dem Campus der University of California, Berkeley

Hubert Howe Bancroft (geb. 5. Mai 1832 in Granville, Ohio; gest. 2. März 1918 in Walnut Creek, Kalifornien) war ein amerikanischer Historiker und Ethnologe, der mehrere Werke über den Westen der Vereinigten Staaten, die Bundesstaaten Texas, Kalifornien, Alaska, aber auch Mexiko, Zentralamerika und British Columbia schrieb.

## Leben
Insbesondere ist er als Verfasser eines fünfbändigen Werkes über die indigenen Völker der nordamerikanischen Pazifikstaaten mit dem Titel Native Races of the Pacific States of North America hervorgetreten.
1856 kam er nach San Francisco und eröffnete eine Buchhandlung. Seine Bildung erwarb er in den Buchhandlungen:

„It was in the bookstores that he obtained his education, his attendance at public schools being limited.“

Bancroft sammelte auch Bücher, Karten, Dokumente und Manuskripte. Bei seinem Tod umfasste seine Bibliothek etwa sechzigtausend Bände. Seine umfangreiche Sammlung erwarb 1905 die University of California, Berkeley. Seitdem ist sie dort in der nach ihm benannten Bancroft Library untergebracht.
Sein Anwesen in Spring Valley im San Diego County, Kalifornien, wo Bancroft von 1885 bis zu seinem Tod im Jahr 1918 lebte, ist als California Historical Landmark und National Historic Landmark anerkannt. Bancroft starb in Walnut Creek und ist auf dem Friedhof Cypress Lawn Memorial Park in Colma begraben.
Eine umfangreiche Ausgabe seiner Werke (The Works) umfasst 39 Bände.

## Werke
- Native Races of the Pacific States (vols. 1–5, 1874)
- History of Central America (vols. 6–8, 1882–87)
- History of Mexico (vols. 9–14, 1883–87)
- History of Texas, and the North Mexican States (vols. 15–16, 1884–89)
- History of Arizona and New Mexico (vol. 17, 1889)
- History of California (vols. 18–24, 1884–90)
- History of Nevada, Colorado, and Wyoming (vol. 25, 1890)
- History of Utah (vol. 26, 1889)
- History of the Northwest Coast (vols. 27–28, 1884)
- History of Oregon (vols. 29–30, 1886–88)
- History of Washington, Idaho, and Montana (vol. 31, 1890)
- History of British Columbia (vol. 32, 1887)
- History of Alaska (vol. 33, 1886)
- California Pastoral (vol. 34, 1888)
- California inter Pocula (vol. 35, 1888)
- Popular Tribunals (vols. 36–37, 1887)
- Essays and Miscellany (vol. 38, 1890)
- Literary Industries (vol. 39, 1890)
- The Early American Chroniclers (1883)
- Chronicles of the Builders of the Commonwealth: Historical Character Study (1891–1892)
- Book of the Fair (1893)
- Resources and Development of Mexico (1893)
- The Book of Wealth (1896)
- The New Pacific (1912)
- Retrospection, Political and Personal (1912, 1915)
- Why a World Centre of Industry at San Francisco Bay (1916)
- In These Latter Days (1917)